# 庸醫
庸醫一指醫學知識和醫療技術低劣的醫生，與名醫、良醫相反。或指“江湖庸醫”，（英語：Quackery），通常與醫療詐欺同義，指行銷欺詐或愚昧的醫療行為之人。即「騙人假裝其擁有醫術」或「在專業或公開場合假裝有但其實並不具備的技能、知識、資格或證書的人」。常见的治疗手段包括使用存疑诊断方式做出存疑诊断，以及使用存疑的治疗方式等治疗疾病（特别是像癌症这样的严重疾病），他们常常被形容成是骗子，会大肆鼓吹自己所使用方法的疗效。密醫是指未經認證取得合法行醫資格，或者被撤銷執業資格，但仍擅自執行醫療業務的醫生。

## 称呼
在廣東話中，俗語黃六醫生被用作代替庸醫一詞，用來形容醫術不高明的醫生。由於「黃」是顏色的一種，「黃六醫生」又會被寫成或「黃綠醫生」，又有「蒙古大夫」的別稱（但“蒙古大夫”的用法往往会被认为是对蒙古族和正规蒙医的冒犯）。這些詞語皆含貶意，具歧视性。一些病人在獲得醫生的治療後得不到理想的效果，如未能完全康復，或不滿醫生的醫治方法，亦可能稱他為「黃六醫生」，縱使該名醫生可能是該方面唯一的專家。

## 相关人物
- 胡万林，以故意杀人罪三次入狱
- 张悟本，伪造医学学位，案件推动新闻出版总署规范保健类图书出版
- 马悦凌，曾建议“生吃泥鳅”。[6]
- 杨永信，推动电击法治疗网络成瘾
- 刘翔峰， 中南大学湘雅二医院创伤中心副主任医师。
- 刘洪斌，多次以不同虚假身份在电视台推销假药
- 何廉臣，「敗鼓皮丸」倡導者，在为鲁迅的父亲周伯宜治病药方中开出“原配蟋蟀”
- 穆罕默德·奥兹
- Christopher Duntsch（英语：Christopher Duntsch）